# Nadwodnik okółkowy
Nadwodnik okółkowy (Elatine alsinastrum) – gatunek rośliny z rodziny nadwodnikowatych (Elatinaceae Dumort.).

## Rozmieszczenie geograficzne
Występuje na rozproszonych stanowiskach w środkowej, południowej i wschodniej Europie, w zachodniej Azji i północnej Afryce. W Polsce po 1980 r. potwierdzono 12 stanowisk, zlokalizowanych na Pojezierzu Myśliborskim, Równinie Gorzowskiej, Pojezierzu Gnieźnieńskim i w dolinach Sanu, Wisły i Nidy.

## Morfologia
Łodyga3–5 mm grubości, dęta, naga, do 100 cm wysokości.
LiścieSiedzące. U formy lądowej 8–16 liści w okółku, jajowatych lub podługowato lancetowatych; u formy wodnej 3 liście w okółku, równowąskolancetowate.
KwiatyDrobne, zielonobiałe, czterokrotne.
OwocKulista torebka. Nasiona długie, cylindryczne, lekko zagięte.

## Biologia i ekologia
Bylina. Kwitnie od lipca do września. Nasiona rozsiewane są przez ptaki. Liczba chromosomów 2n=40. Rośnie na mulistej glebie na brzegach stawów i kałuż.

## Zagrożenia i ochrona
Od 2014 roku roślina jest objęta w Polsce częściową ochroną gatunkową. W latach 2004–2014 gatunek znajdował się pod ochroną ścisłą. Zamieszczony na Czerwonej liście roślin i grzybów Polski (2006) jako gatunek wymierający (kategoria E). W wydaniu z 2016 roku otrzymał kategorię EN (zagrożony).
Umieszczony także w Polskiej Czerwonej Księdze Roślin (2001) jako gatunek narażony na wymarcie (kategoria VU). W wydaniu z 2014 roku otrzymał kategorię EN (zagrożony). Źródłem zagrożenia jest zanieczyszczenie wód oraz zanikanie siedlisk.